# Parmentiera cereifera
El palo de velas (Parmentiera cereifera) es una especie de árbol perteneciente a la familia Bignoniaceae. Es endémica de Panamá, pero también se muestra comúnmente cultivada en jardines botánicos.

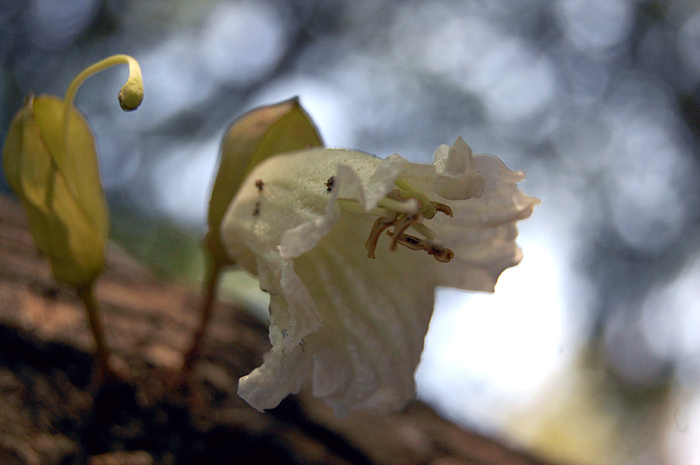
Flor

## Descripción
Este árbol alcanza un tamaño de hasta 6 metros de altura. Las hojas están dispuestas opuestamente y formadas por tres valvas. Nacen en alados pecíolos de hasta 5 centímetros de largo. La flor es solitaria o dispuestas en un grupo de hasta cuatro. La corola de cinco lóbulos es de color blanco verdoso. El fruto es un cono en forma de baya de hasta 60 centímetros de largo. Es de color verde, amarillo en la maduración, y cerosa en la textura. El fruto carnoso es comestible.

## Taxonomía
Parmentiera cereifera fue descrita por Berthold Carl Seemann y publicado en The Botany of the Voyage of H.M.S. ~Herald~ 182–183, t. 32, f. 1. 1854.